# Liferay Portal
Liferay Portal ist eine lizenzkostenfreie Open-Source-Software, die in Unternehmen als Mitarbeiter- und Geschäftsprozess-orientiertes Enterprise Portal eingesetzt wird. Mit Liferay können Informationen, Daten und Anwendungen unter einer einheitlichen Bedienungsoberfläche im Browser des Mitarbeiters vereint und personalisiert werden, um dadurch die Geschäftsprozesse im Unternehmen elektronisch zu unterstützen. Liferay Portal ist in Java entwickelt.

## Geschichte
Brian Chan begann 2000 mit der Entwicklung von Liferay, um Non-Profit-Organisationen die Verwendung einer Enterprise-Portal-Lösung zu ermöglichen. 2004 wurde die Firma Liferay, Inc. gegründet. Die Hauptniederlassung für Europa (Liferay GmbH) befindet sich in Deutschland. Seit 2007 existiert die Hauptniederlassung für Asien im chinesischen Dalian.
Ende 2008 wurde die Software in Liferay Portal umbenannt, da die Firma Liferay Inc. ein weiteres Produkt namens Liferay Social Office herausbrachte. Liferay Social Office ist eine Kollaborationssoftware, welche sich als Open-Source Alternative zu Microsoft Office SharePoint Server sieht.
Die Anzahl der an Liferay-Produkten arbeitenden Software-Entwickler ist nicht bekannt. Ein Anhaltspunkt für die ungefähre Größe der Entwicklergemeinde ist die Anzahl der Mitglieder des offiziellen Liferay-Forums mit ca. 35.000 Mitgliedern (Stand 2019). Mitglieder der Liferay Entwickler-Community helfen sich gegenseitig bei der Entwicklung eigener Portlets oder bei der Integration von Fremdanwendungen. Für die Portal- und Kooperationsplattform WebSynergy von Sun Microsystems wurde Liferay auf der Basis von Glassfish verwendet. Sun hat ebenfalls die Entwicklung einiger Portlets für Liferay übernommen. Laut Liferay-Website gibt es 80.000 Interessenten monatlich für Liferay Portal.
Im Gartner Report „Magic Quadrant for Horizontal Portal Products“ wurde Liferay Portal im September 2010 im Quadrant für führende Lösungen genannt und befindet sich damit als erste und einzige Open-Source-Alternative auf Augenhöhe mit den Unternehmen IBM (mit Websphere Portal), Microsoft (mit Microsoft Office SharePoint Server), Oracle (mit BEA WebLogic Portal) und SAP (mit SAP NetWeaver Portal). Die Positionierung dieser Unternehmen im Führungsquadranten wird von Gartner so definiert: „The leaders in this Magic Quadrant have a full range of capabilities to support a variety of portal deployment scenarios, and have demonstrated consistent product delivery in meeting customer needs for a substantial period of time. Leaders have delivered significant product innovation over the course of their pursuit of portal customers, and have been successful in selling to new customers across industries.“. Seit 2018 wird der ehemalige „Magic Quadrant for Horizontal Portals“ von Gartner "Magic Quadrant for Digital Experience Platforms (DXP)" genannt. 2019 wird Liferay zum neunten Mal in Folge als ein Leader in diesem Bericht positioniert.

## Funktionen
Liferay Portal gliedert sich in drei Produktteile: Liferay Portal – die Kernapplikation und Basis für die anderen beiden Produktteile, Liferay CMS – das darauf aufbauende Content-Management-System, sowie Liferay Collaboration für Web-Zusammenarbeit und Soziale Netzwerke.
Liferay Portal ist basierend auf einer Serviceorientierten Architektur aufgebaut. Damit ist es möglich, weitere Liferay- oder selbstgeschriebene Komponenten über Portlets einzubinden beziehungsweise auf existierende Applikationen zuzugreifen.
Liferay Portal bietet dabei die folgenden Kernfunktionalitäten:
- Sichere Authentifizierung und rollenbasierte Autorisierung über Single Sign-on.
- Personalisierung der Seiten sowie Anordnung von Web-Elementen durch die Benutzer mittels Drag and Drop.
- Automatischer Upload von Dateien mittels WebDAV
- Taggen und Suchen von Web-Inhalten, Dokumenten, Benachrichtigungen etc.
- Gemeinsame Bearbeitung von Dokumenten in OnlyOffice
- Mehrsprachige Benutzerführung sowie Unterstützung von mehrsprachigen Organisationen.
- Plattformunabhängigkeit, Skalierbarkeit und Replikationsunterstützung.

Liferay CMS ist ein auf Liferay Portal aufbauendes Content-Management-System, welches ein Dokumentenmanagement-System und Bildergalerien zur Verfügung stellt. Es unterstützt definierte Arbeitsabläufe, einfaches Hoch- und Runterladen von Dateien, händisches und dynamisches Taggen der Dateien, CMS-weites Suchen mittels beliebiger Suchmaschinen, Veröffentlichung bestimmter Inhalte auf dem Liferay Portal oder im Web.
Liferay CMS interagiert mit Microsoft Office basierend auf SharePoint Protokollen. Damit ist es möglich lokal am Desktop zu arbeiten und dennoch den webbasierten Workflow sicherzustellen.
Liferay Collaboration ist der Sammelbegriff für alle auf Liferay Portal aufbauenden Groupware-Komponenten wie Wikis, Foren, Blogs, Instant Messaging, E-Mail, Gruppenkalender, Ankündigungen und Umfragen.
Diese Komponenten werden unterstützt durch den eingebauten Rich-Text-Editor, dynamische Auswertung statistischer Daten und Aktivitäten, sowie RSS Feeds.

## Varianten der Software
Die Liferay Portal Community Edition ist die Community-Version von Liferay Portal. Sie richtet sich an Early Adopter, die Interesse an den neuesten Funktionen und Innovationen von Liferay haben. Support bietet hier die Liferay-Community, die zur Selbstorganisation die Team-Kollaborationsfunktionen (wie z. B. Wiki, Forum, Blog) von Liferay Portal verwendet.
Die Liferay Digital Experience Platform (DXP) ist die nicht-freie, kommerzielle Variante von Liferay. Sie bietet garantierte Langzeitunterstützung (LTS) und richtet sich an Unternehmen, die nach einer über lange Zeit stabilen Softwarelösung suchen und Wert auf professionelle Unterstützung direkt vom Hersteller legen.

## Technische Spezifikation
Liferay Portal unterstützt alle großen Java-Anwendungsserver, Datenbanken und Betriebssysteme. Es bietet über 700 Deployment-Konfigurationen. Liferay Portal unterstützt Internationalisierung für jede beliebige Sprache und wird standardmäßig in 22 Sprachen ausgeliefert.
Liferay Portal basiert auf einer Reihe von Java-Technologien. Darunter fallen beispielsweise Apache ServiceMix, Ehcache, Hibernate, jBPM, ICEfaces, Apache Lucene, MuleSource ESB, Spring inkl. Spring-AOP, Struts & Tiles, Apache Tapestry und Apache Velocity, JBoss Seam. Darüber hinaus basiert es noch auf folgenden weiteren Technologien: jQuery JavaScript Framework, PHP und Ruby.
Liferay Portal unterstützt für die Erstellung von Websites eine Vielzahl an Standards: Ajax und JSON, iCalendar und Mikroformate, OpenSearch sowie eine Reihe von Kommunikationsstandards wie Webservices und Representational State Transfer, die Webprotokolle Hessian und Burlap, RMI, WebDAV etc.
Liferay Portal unterstützt die Java Specification Requests 286 (Portlet Specification 2.0), 168 (Portlets), 127 (JavaServer Faces) und 170 (Content Repository) und ist Mitglied im „JSR-286 (Portlet 2.0) and JSF-314 (JSF 2.0)“-Komitee.
Für die Speicherung der Daten unterstützt Liferay Portal eine Vielzahl an Datenbanksystemen wie Firebird / InterBase, HSQLDB, Microsoft SQL Server, MySQL, PostgreSQL, Sybase und Oracle.
Liferay bietet im Bereich Persistenz den sogenannten „Service Builder“, welcher die automatische Generierung von zu speichernden Entities, SQL-Skripten und Abstraktionsschichten übernimmt. Bei Liferay gibt es mehrere Tools für die Arbeit an Dokumenten, darunter Vorschau, Online-Bearbeitung in ONLYOFFICE-Editoren, automatische Versionierung, Suchen von Dokumenten usw.